# ティーバランス
株式会社ティーバランスは、神奈川県横浜市に本部を置くパーソナルトレーニングジム運営会社。

## 事業内容
- トレーニング企画、運営トレーニングフランチャイズ事業
- 日用品、食品営業販売
- コンサルティング事業
- 広告・宣伝に関する企画並びに制作
- アパレルブランド「LAMXIS」運営
- 前各号に付帯する一切の業務

## 沿革
- 2017年3月 - 株式会社ティーバランス設立

## 店舗
東京都
- 渋谷店
- 池袋西口店
- 麻布十番店
- 中目黒店
- 新宿三丁目店
- 西新宿店
- 秋葉原店
- 北千住店
- 銀座店
- 三田店
- 表参道店
- 自由が丘店
- 錦糸町店
- 神楽坂店
- 渋谷駅前店
- 吉祥寺店
- 新宿南口店
- 北千住駅前店
- 練馬店
- 池袋西口別館
- 吉祥寺本町店
- 二子玉川店

神奈川県
- 横浜駅前店
- 藤沢店
- 横浜鶴屋町店
- 川崎店

大阪府
- 心斎橋店
- 梅田店
- 四ツ橋店
- 天王寺店
- 北浜店
- 福島店
- 南森町店